# Hóa đơn

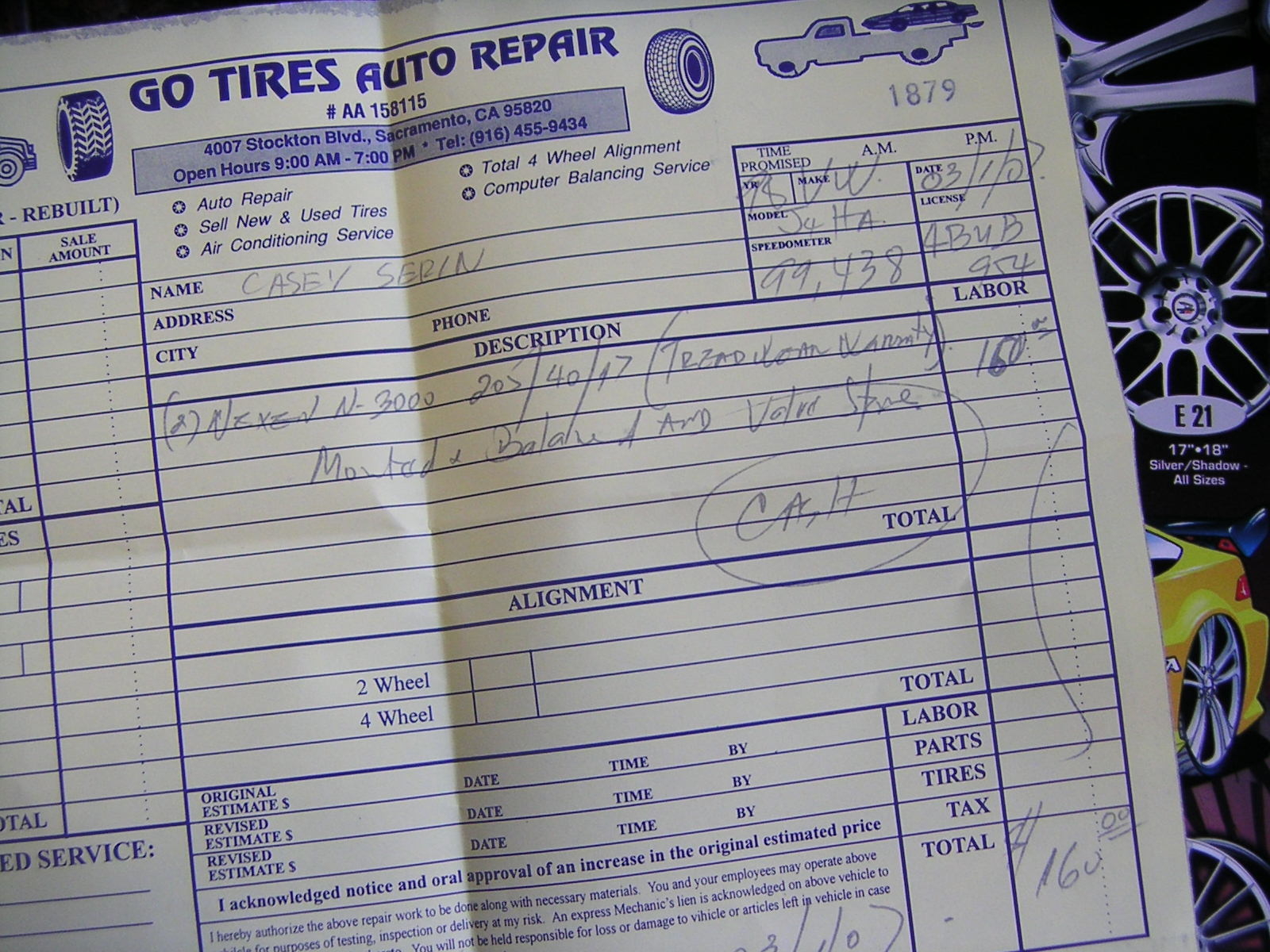
Một hóa đơn sửa chữa ô tô.

Hoá đơn (Tiếng Anh: bill) là một chứng từ yêu cầu thanh toán các mặt hàng với số lượng và đơn giá liệt kê trong giấy tờ đó. Hóa đơn do bên bán phát hành. Sau khi bên mua thanh toán, bên bán sẽ xác nhận vào hóa đơn chẳng hạn như đóng dấu chứng nhận đã trả tiền. Khi đó, hóa đơn có cả tác dụng giống như biên lai hay giấy biên nhận (biên nhận). Về mặt từ nguyên, Hoá là hàng hoá và Đơn là bảng kê (đơn hàng, đơn thuốc). "Hoá đơn: giấy ghi hàng đã bán cùng với giá tiền để làm bằng" (Từ điển Tiếng Việt Trung tâm từ điển ngôn ngữ, Hà Nội - Việt Nam, năm 1992, trang  354). 
Nói rõ ràng hơn, hoá đơn là bảng liệt kê danh sách các hàng hoá cùng với các thông tin liên quan về hàng hoá và việc chuyển giao hàng hoá mà bên chuyển giao giao cho bên nhận được.

## Lịch sử phát triển của hoá đơn
Hoá đơn là chứng từ thương mại thể hiện quan hệ mua bán, trao đổi giữa các chủ thể trong một nền kinh tế. Ban đầu hoá đơn chỉ có ý nghĩa giữa hai bên đối tác: người bán và người mua, có giá trị làm bằng chứng chứng nhận cho việc chuyển nhượng hàng hoá giữa hai bên. Mọi việc tranh chấp trong mua bán hàng hoá hai bên tự giải quyết. Trong quá trình phát triển xã hội, hoá đơn được phổ biến dần trong một cộng đồng khi được cộng đồng chấp nhận một cách tự nguyện. Các cộng đồng có thể là các Phường hội hoặc các định chế làng, xã. Những tranh chấp trong việc mua bán hàng hoá được các cộng đồng xử lý trên cơ sở dân sự. Khi nhà nước tham dự vào quản lý mua bán hàng hoá và xử lý những tranh chấp về hàng hoá dựa trên pháp luật dân sự và hình sự thì hoá đơn được nhà nước quy định để làm căn cứ pháp lý chứng minh cho việc chuyển nhượng hàng hoá giữa các bên và làm căn cứ để xác nhận quyền sở hữu hợp pháp của người có hàng hoá.
Một số nhà nước khi áp dụng chế độ kế toán cho các hoạt động kinh doanh của các thực thể thường dựa vào hoá đơn để làm chứng từ gốc trong kế toán, nên trong trường hợp này hoá đơn còn có vai trò của một chứng từ kế toán. Một số nhà nước khi áp dụng chế độ thuế khoá, để xác định doanh thu hay thu nhập tính thuế thường căn cứ vào hoá đơn để xác định, nên trong trường hợp này hoá đơn còn có vai trò của một chứng từ thuế. Trong một tương lai không xa của tiến trình hội nhập kinh tế quốc tế, hoá đơn sẽ trở thành một chứng từ thương mại quốc tế thể hiện quan hệ mua bán hàng hoá, dịch vụ trên toàn cầu và sẽ được các quốc gia công nhận trên cơ sở hiệp định cụ thể.(Như vé máy bay của Hiệp hội Hàng không Quốc tế-IATA hiện nay)

## Các chi tiết
Với các vai trò, vừa là chứng từ thương mại, có thể kiêm là chứng từ kế toán hoặc chứng từ thuế, nên hoá đơn thường có những nội dung sau:
Thông tin về hoá đơn và xác nhận giao dịch thực hiện 
Loại hoá đơn; số hoá đơn để có thể chứng nhận là hoá đơn được in, phát hành một cách hợp pháp bởi tổ chức, cá nhân có trách nhiệm;
Ngày lập hoá đơn; chữ ký người bán; chữ ký người mua để xác nhận hoá đơn được lập một cách hợp pháp, theo đúng quy định của pháp luật.
Thông tin về người bán 
Tên, địa chỉ, mã số thuế, số điện thoại, địa chỉ trang web (website) và địa chỉ thư điện tử (email) để có thể xác định chính thức nếu có để tiện trao đổi thông tin qua mạng)
Thông tin về hàng hoá, dịch vụ bán hoặc cung ứng 
Tên, đơn vị tính, khối lượng, đơn giá, thành tiền chưa có thuế GTGT, thuế suất thuế GTGT, số tiền thuế GTGT và tổng số tiền thanh toán.
Thông tin về người mua 
Tên, địa chỉ, mã số thuế, số tài khoản giao dịch, hình thức thanh toán.
Ngoài các thông tin bắt buộc phải có nêu trên, tổ chức, cá nhân kinh doanh tự in, đặt in hóa đơn được phép bổ sung các tiêu chí khác, phục vụ cho hoạt động kinh doanh của mình, kể cả in lô-gô trang trí hoặc quảng cáo. Các tiêu chí in thêm phải đảm bảo phù hợp với thuần phong mỹ tục, đạo đức của người Việt, không được gây ảnh hưởng đến an ninh, trật tự xã hội và vi phạm đạo đức kinh doanh.

## Thương mại quốc tế
Cũng như các hóa đơn thông thường khác, một hóa đơn thương mại quốc tế bao giờ cũng có các mục như quy định trên đây.
Tuy nhiên, trong thương mại quốc tế do người bán và người mua trong đa số trường hợp không gặp nhau trực tiếp để thực hiện việc thanh toán nên một hóa đơn thương mại quốc tế có một số điểm khác hẳn với các hóa đơn bán hàng (dịch vụ) trong nước. Cụ thể như sau:
- Nếu không có quy định cụ thể giữa người mua và người bán về ngôn ngữ sử dụng trong việc lập hóa đơn thì ngôn ngữ thông thường được sử dụng là tiếng Anh, trong khi các hóa đơn bán hàng hay cung cấp dịch vụ trong nước đa phần bao giờ cũng lập bằng ngôn ngữ bản địa.
- Các hóa đơn bán hàng hay cung cấp dịch vụ trong nước đa phần chỉ có các điều kiện thanh toán (trả ngay, trả chậm) với loại hình tiền thanh toán là đồng nội tệ. Các hóa đơn thương mại quốc tế được lập với loại hình tiền tệ là đồng tiền được thỏa thuận trong các hợp đồng mua bán với các điều kiện giao hàng và thanh toán phù hợp với các quy định trong các hợp đồng mua bán này và phù hợp với luật hay tập quán quốc tế trong thương mại.
- Hóa đơn chỉ là một chứng từ trong số các chứng từ thanh toán quốc tế. Ngoài ra, có thể phải có các chứng từ khác như: hối phiếu, phiếu đóng gói, vận đơn vận tải, chứng nhận xuất xứ, các giấy phép (xuất khẩu, kiểm dịch, vệ sinh dịch tễ, môi trường, chất lượng v.v) tùy theo từng chủng loại mặt hàng và theo quy định trong hợp đồng mua bán.

Các điều kiện giao hàng phải được thể hiện rõ ràng trong các hóa đơn thương mại quốc tế (ví dụ CIF, FOB, C&F, EXW, DAF, DDP, DDU, FAS v.v tại địa điểm phù hợp với các điều kiện này, ví dụ FOB cảng Hải Phòng, CIF Genoa), trong đó phải chỉ rõ là các điều kiện giao hàng này phù hợp với Các điều kiện thương mại quốc tế (Incoterms) nào (Incoterms 1990, Incoterms 2000 v.v) do cùng một tên gọi của điều kiện giao hàng như FOB (Incoterms 1994) có thể có các khác biệt đáng kể với FOB (Incoterms 2000). Điều này giúp cho người bán và người mua hàng quy rõ trách nhiệm cụ thể trong trường hợp xảy ra tranh chấp về quyền lợi và nghĩa vụ.